# Taeniopoda varipennis
Taeniopoda varipennis är en insektsart som beskrevs av Rehn, J.A.G. 1905. Taeniopoda varipennis ingår i släktet Taeniopoda och familjen Romaleidae. Inga underarter finns listade i Catalogue of Life.